# Полідиміт
Полідиміт (англ. polydymite; нім. Polydymit m) — мінерал, сульфід нікелю координаційної будови — Ni3S4.
Від полі… і грецьк. «дидимос» — двійник (H.Laspeyres, 1876). Син. — нікель-лінеїт.

## Загальний опис
Склад у %: Ni — 57,86; S — 42,14. Домішки: Co і Fe.
Сингонія кубічна. Гексоктаедричний вид.
Утворює октаедричні кристали і суцільні зернисті маси. Спайність недосконала.
Густина 4,83.
Твердість 5,0-6,0.
Колір сріблисто-сірий до сталево-сірого.
Непрозорий. Блиск металічний. Ізотропний.
Розчиняється в азотній кислоті з випаданням осаду сірки. При прокалюванні дає магнітний корольок.
Зустрічається як магматичний і гідротермальний мінерал у мідно-нікелевих родовищах. Рідкісний. Знайдений в Мюзен і Айзерфельд (ФРН); Бастнез і Лус (Швеція); Ла-Мотт (штат Міссурі, США).